# Scott Garland
Scott Taylor Garland (2 de julio de 1973) es un luchador profesional estadounidense.

## Carrera
Cuando aproximadamente tenía 14 o 15 años, Garland escribió a Sue Aitchison, el especialista de Relaciones con la Comunidad de la World Wrestling Federation (WWF), que preguntaba por alguna escuela de lucha que contrataba a la mayoría de sus empleados. Aitchison respondió diciéndole que no contrataban cualquier escuela en particular y que le deseaba suerte. Garland entonces intentó llamar por teléfono al Presidente de la WWF Vince McMahon, pero fue incapaz de hablar con McMahon.
Garland comenzó a ayudar a la WWF en el Cumberland County Civic Center en Portland, Maine ayudando a la WWF a la construcción del Ring. Después de que un promotor independiente vio a Garland luchar con sus amigos, le ofreció un trabajo. En su primer Combate, Garland luchó contra Steve Ramsey en un arsenal de Portland el 23 de noviembre de 1989, la misma noche que Survivor Series. En el mismo año, Garland comenzó a luchar para la New England Wrestling Association en Massachusetts. Entre el 19 de agosto de 1989 y el 4 de noviembre de 1993, Garland ganó el NEWA Tag Team Championship en dos ocasiones con Steve Ramsey y el NEWA Heavyweight Championship en cinco ocasiones, teniendo fudos con luchadores como Rick Fuller. En agosto de 1991, Garland fue introducido a la WWF por el luchador de la NEWA Phil Apolo.

### World Wrestling Federation / Entertainment / WWE (1991-2021)
Garland hizo su debut en la World Wrestling Federation en octubre de 1991, haciendo equipo con Sonny Blaze.
En 1997, Garland, que trabajaba pby now trabajando por una insurance a empresa, planificada para luchar el intento - hacia fuera hace juego para Extreme Championship Wrestling. Para oír de sus proyectos, entonces Vicepresidente de Relaciones de Talento de la WWF , Bruce Prichard, firmando un contrato. Garland comenzó a luchar por el WWF Light Heavyweight en la división ligera como Scott Taylor. más tarde en 1997, él participó en un torneo de ocho hombres para el vacante WWF Light Heavyweight Championship, pero fue eliminado en la segunda ronda después de una chokeslam por Kane.
El 29 de marzo de 1998 en WrestleMania XIV, Garland y "Too Sexy" Brian Christopher hicieron equipo por primera vez, peleando en una battle royal por equipos.

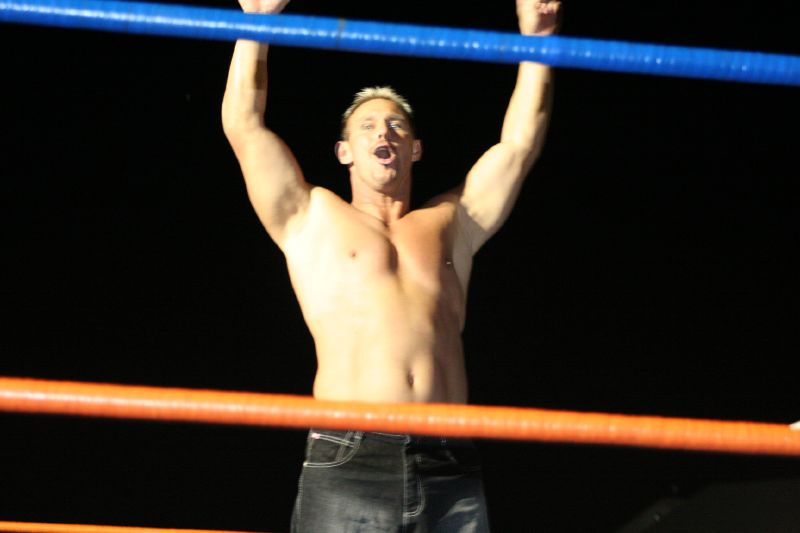
Garland en un evento de la 2CW en 2008.

Tras WrestleMania XIV, Garland y Christopher siguieron siendo un equipo, siendo Taylor el hombre serio y responsable y Christopher el impulsivo. Pronto garland adoptó las acciones ostentosas de Christopher y manierismos en toque y se hizo sabida como Scott "Too Hot" Taylor, como el dúo Too Much Durante cerillas, los dos expresarían una cantidad abierta de preocupación sobre el bienestar de cada uno, incluyendo mucho abrazo y consolación, administración a matices homoerótico en sus caracteres. Aunque este comportamiento tarde o temprano fuera abandonado, fue recogido más tarde por el equipo de Billy Gunn y Chuck Palumbo.
En mayo de 1999, Garland luchó bajo el nombre de Scotty Too Hotty, cambiando después a Scotty 2 Hotty y Christopher fue llamado Grand Master Sexay. Juntos, eras conocidos como Too Cool, tomando unos gimmick de raperos con vestimentas de hip hop. Poco después de debutar con su nuevo gimmick, el equipo se separó por una lesión de Grand Master, que fue retirado durante 3 meses. Cuando se recuperó y se volvieron a unir, se introdujo un nuevo miembro:Rikishi, formando un stable. Durante las siguientes peleas, Too Cool empezó a hacer un baile en el centro del ring

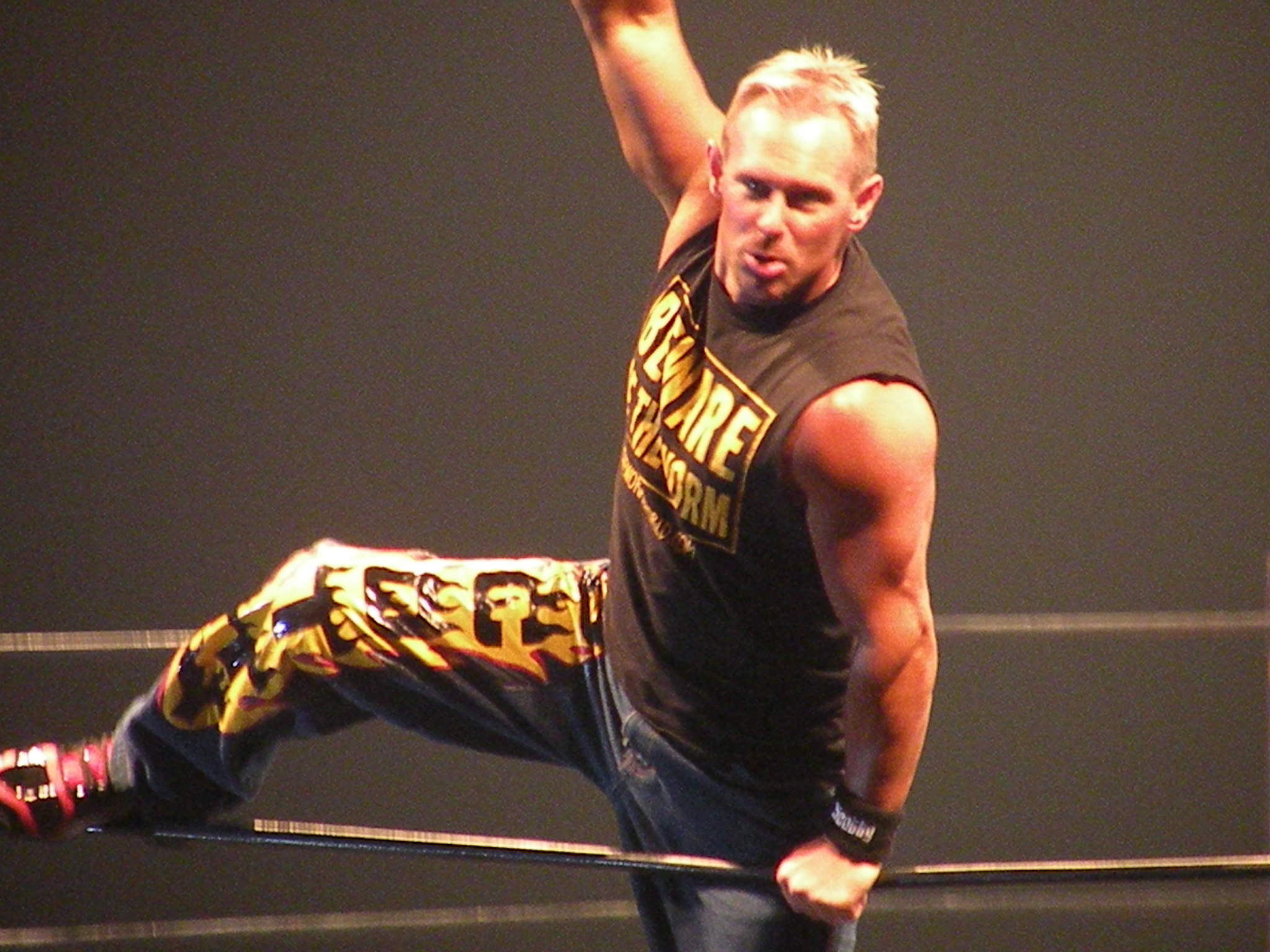
Garland en un evento de la AWR en 2009.

A principios del 2000, el grupo empezó un feudo con The Radicalz. Después de que Christopher se volviera a lesionar, Garland volvió brevemente a la división Light Heavyweight y el 17 de abril de 2000, derrotó al miembro de Radicalz Dean Malenko, ganando el Campeonato Ligero de la WWF. Mantuvo el título hasta el 25 de abril, cuando Malenko lo recuperó. Garland peleó contra el campeón una vez más en Backlash 2000, pero fue derrotado. Christopher se recuperó de su lesión a mediados del 2000 y el 29 de mayo, Too Cool derrotó a Edge and Christian, ganando el Campeonato por Parejas de la WWF con la asistencia del rapero Joe C. Mantuvieron sus títulos hasta que Edge and Christian los recuperaron.
Rikishi se separó del grupo a finales del 2000 cuando fue (kayfabe) penalizado por atropellar a Steve Austin.

#### 2001 - 2005

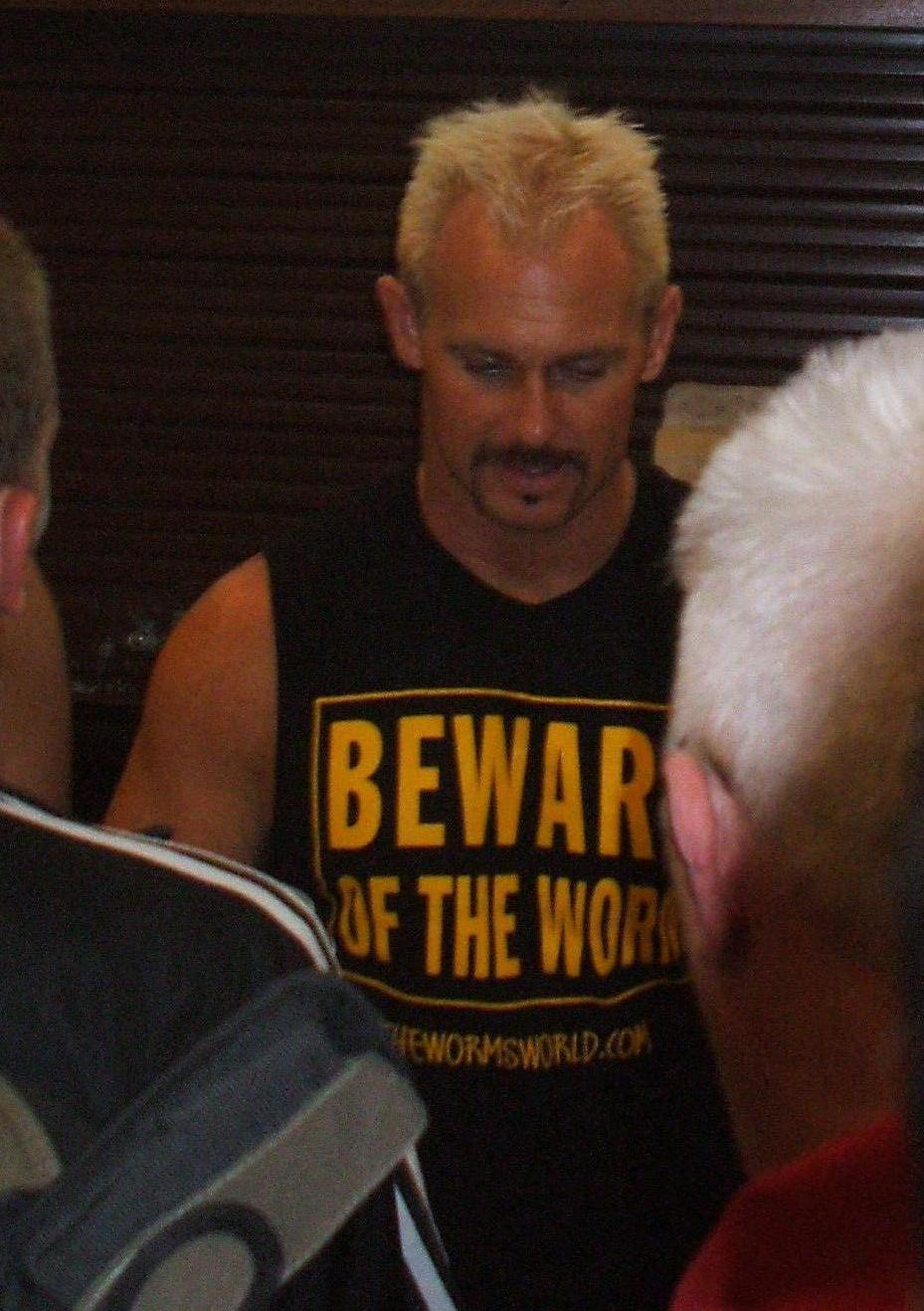
Scotty 2 Hotty.

En febrero del 2001, los discos invertebrales entre las vértebras C6 y C7 de Garland se deterioraron y necesitó cirugía. Dijeron que Kurt Angle se la había roto. Cuando se recuperó, Christopher fue despedido por tomar drogas ilegales.
Garland volvió al ring en junio del 2001, tomando parte en una rivalidad entre la WWF y The Alliance. Durante este tiempo formó un equipo con Albert (quien adoptó el nombre de The Hip Hop Hippo) conocido como Zoo Crew. El equipo compitió en la tag team division hasta abril de 2002, cuando Albert traicionó a Garland, atacándole. Tras esto, se lesionó en el cuello, necesitando cirugía.
Garland pasó 17 meses recuperándose y volvió al ring en abril de 2003 y salió por la TV en octubre. Peleando en SmackDown!, Garland formó un equipo con Rikishi Phatu. Garland y Rikishi compitieron en la tag team division, derrotando a The Basham Brothers, ganando el Campeonato por Parejas de la WWE el 5 de febrero de 2004. Defendieron el título con éxito en un four way tag team match en WrestleMania XX. Los perdieron el 22 de abril de 2004 ante Charlie Haas y Rico. En Jugdment Day perdió una lucha contra Molrdecai. El 16 de julio de 2004, WWE despidió a Rikishi. Durante el siguiente año, Garland peleó en Velocity y en dark matches. Estaba pactada su participación en el Royal Rumble 2005 ingresando con el número 15 pero en la pasarela de entrada al ring Muhammad Hassan frustrado por su eliminación lo atacó por la espalda e impidió que Scotty llegara al ring. A mediados de 2005, hizo equipo con Funaki, peleando en las divisiones por pareja y pesos crucero. Durante todo aquel año no consiguió ganar dichos campeonatos. En 2006 desapareció durante unos meses de TV luchando únicamente en Velocity.

#### 2007

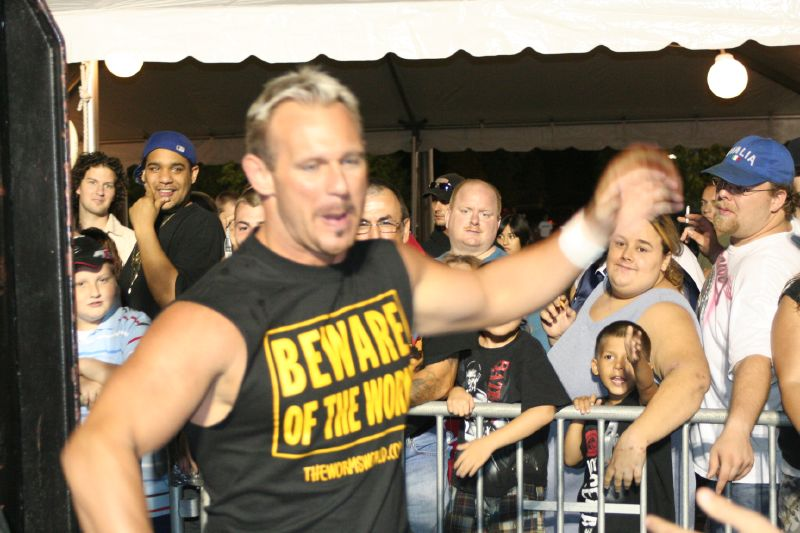
Garland en 2008.

En enero de 2007, Garland fue brevemente movido a RAW, siendo movido a Smackdown de nuevo el 16 de febrero, participó en el Cruiserweight Open Match en
No Way Out, pero no logró ganar al ser eliminado por Gregory Helms . El 18 de mayo, fue despedido.
El 10 de diciembre, Garland volvió a la WWE con motivo del 15 Aniversario de RAW, tomando parte en una Battle Royal de antiguas estrellas de la WWF, quedando 5º después de que Skinner lo eliminase, pero antes aplicó su finsher, "The Worm" a Irwin R. Schyster.

#### 2012
Hizo su regreso después de 5 años sin aparecer en la WWE en NXT derrotando a Heath Slater.

#### 2014-2021
Garland hizo un nuevo regreso en RAW Old School haciendo equipo con Rikishi y Brian Christopher derrotando a 3MB. Scotty volvió a NXT Arrival junto su compañero Grand Master Sexay luchando por los campeonatos en parejas resultando perdedores.
El 23 de noviembre de 2021, anunció su salida de la empresa, pidiendo su liberación, poniendo punto final a 21 años trabajando en dicha franquicia, donde trabajaba como productor y entrenador de la marca NXT,

#### Circuito independiente (2022-presente)
GCW (Game Changer Wrestling) ha anunciado que Scotty 2 Hotty hará su debut en Die 4 This, evento que se celebrará el 1 de enero de 2022, donde se se enfrentará a Joey Janela

## En lucha
- Movimientos finales
  - Kneeling DDT[10]
  - Diving DDT[11] 1998-2000

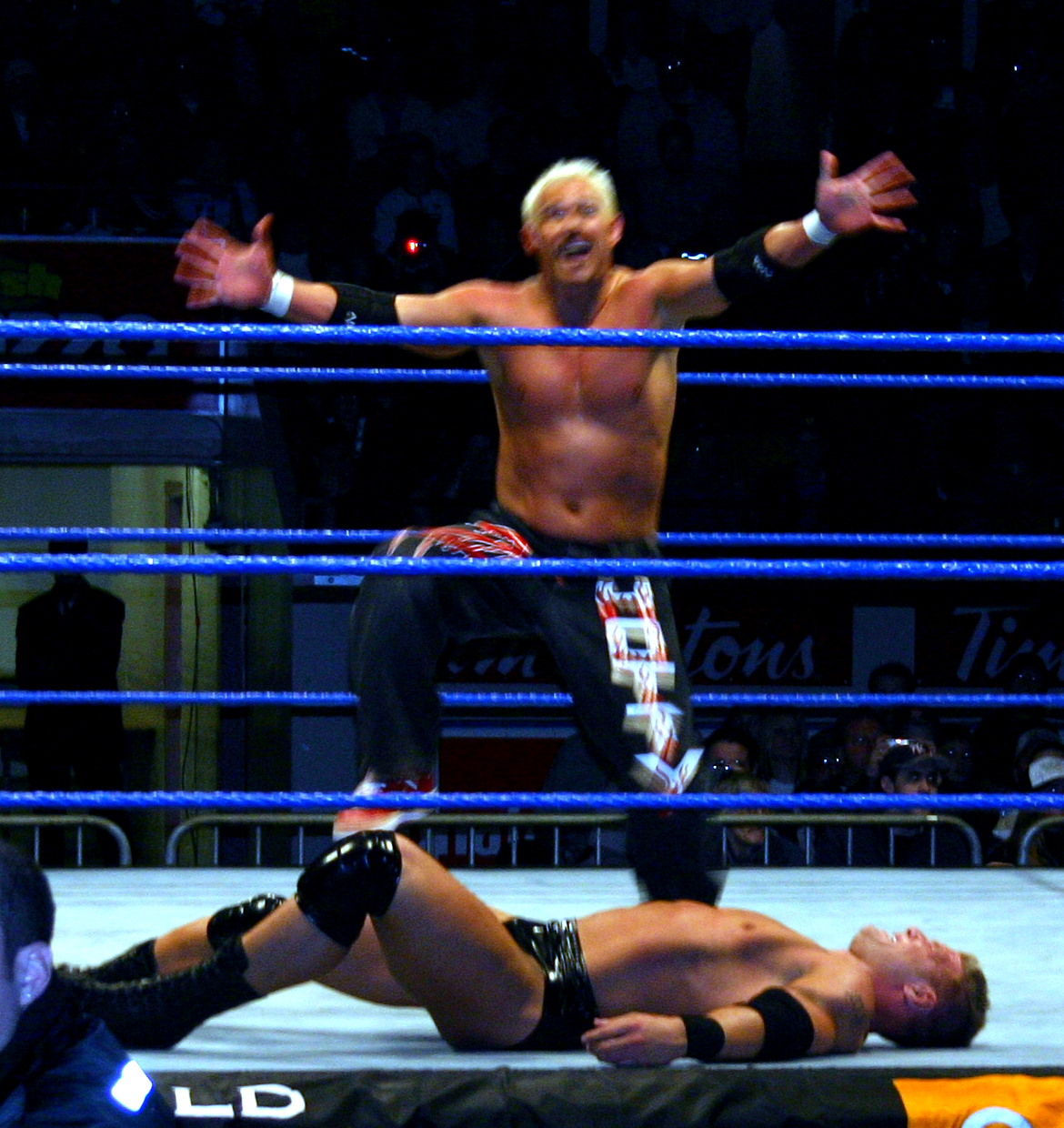
Scotty 2 Hotty haciendo The Worm.

  - The Worm (Chop drop con muchas burlas precedido de un one-handed bulldog)

- Movimientos de firma
  - Body slam
  - Jumping tornado DDT
  - Multiple kick variations
  - Front drop
  - High
  - Side
  - Multiple suplex variations
    - Vertical[12]
    - Belly to back
    - Pumphandle
    - Gutwrench[12]
    - Snap[13]

  - One-handed bulldog
  - Running clothesline[14]
  - Side elbow drop con burlas[12]
  - Suicide dive
- Con Grandmaster Sexay
  - Movimientos finales
    - Aided sitout powerbomb
    - Backbreaker hold (Hotty) combinado de un diving leg drop (Sexay)

  - Movimientos de firma
    - Double elbow drop
    - Double mat slam
- Nicknames
  - "Scott Too Hot Taylor"
  - "Too Hot"
- Entrance themes
  - Rap it Down by Phillip Polsinelli
  - "Turn It Up" by Jim Johnston (WWF/WWE; 2000-2007)
  - "You Look Fly Today" by Jim Johnston (WWF; 1999-2000; 2003-2004)

## Campeonatos y logros
- Eastern Pro Wrestling

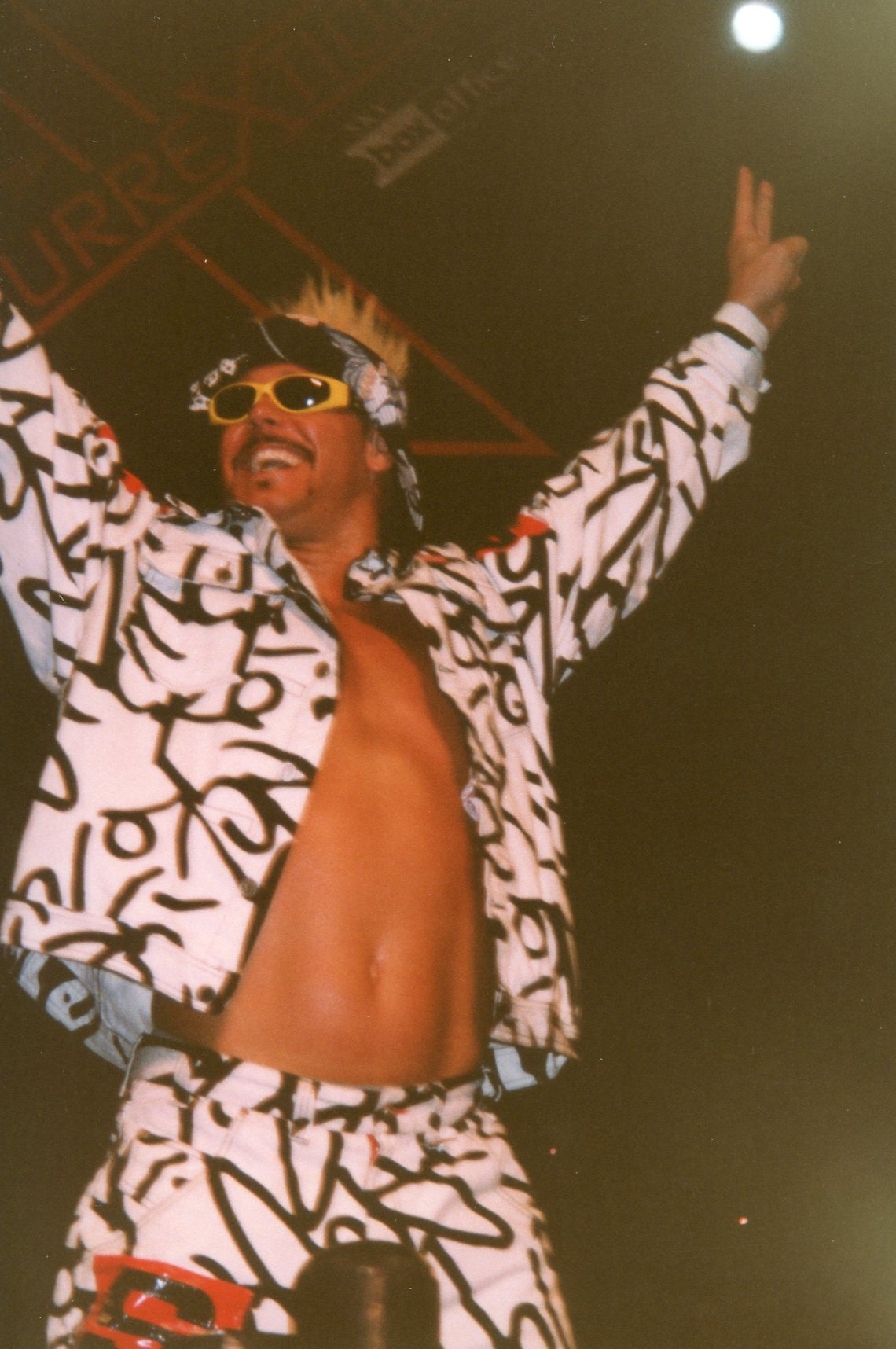
Garland en un evento de la WWF en Londres.

  - EPW Heavyweight Championship (1 vez)
- New England Wrestling Association
  - NEWA Heavyweight Championship (5 veces)
  - NEWA Tag Team Championship (2 veces) - con Steve Ramsey
- World Wrestling Federation/Entertainment
  - WWE Tag Team Championship (1 vez) - con Rikishi
  - WWF Light Heavyweight Championship (1 vez)
  - WWF Tag Team Championship (1 vez) - con Grand Master Sexay